# Ragazze e giovanotti del 1890
Ragazze e giovanotti del 1890 (The Florodora Girl) è un film del 1930 diretto da Harry Beaumont. Interpretato da Marion Davies che lo produsse per la MGM con la sua compagnia, la Cosmopolitan, il film si basa su The Gay Nineties una storia breve di Gene Markey che ambienta la vicenda della timida Daisy nell'ambiente teatrale di Broadway ai tempi della commedia musicale inglese Florodora. Sebbene il film sia ambientato nel 1890, a New York la commedia venne rappresentata in realtà dieci anni più tardi, nel 1900, diventando uno dei più grandi successi di Broadway dopo quello di Londra dove la versione originale di Florodora aveva debuttato nel 1899.

## Trama
Daisy, una delle Florodora Girl, le soubrette di Florodora, una famosa commedia musicale di grande successo, è una ragazza timidissima. Per aiutarla a cercare marito, si attivano anche le sue sorelle. Daisy inizia così una relazione con un giovane milionario, Jack Vibart, ma la madre del ragazzo si oppone a un loro eventuale matrimonio, avendo altre mire per il figlio. Lui, che all'inizio aveva corteggiato Daisy senza serie intenzioni, quando si rende conto che lei lo ama, le propone di sposarla. Le finanze della famiglia Vibart vanno in fumo e Jack diventa povero. Ma le difficoltà non lo scoraggiano e Jack si lancia nel mondo degli affari, puntando sul settore automobilistico. La sua nuova attività ha successo e Jack, durante una recita di Florodora, "rapisce" la moglie portandosela via, deciso a vivere felicemente con la donna che ama.

## Produzione
Il film fu prodotto dalla Metro-Goldwyn-Mayer (MGM) (controlled by Loew's Incorporated) (A Marion Davies Production) e, non accreditata, dalla Cosmopolitan Productions, la compagnia che il magnate della carta stampata William Randolph Hearst aveva creato per lanciare la carriera di Marion Davies.

### Colonna sonora
- My Kind of Man (1930) - Musica di Herbert Stothart, parole di Clifford Grey e Andy Rice
eseguita da Lawrence Gray e coro
- O du lieber Augustin (circa 1768) - canzone tradizionale tedesca
eseguita dalla banda all'esterno del bar
- Mother Was a Lady - Musica di Edward B. Marks, parole di Joseph W. Stern
eseguita da un cameriere accompagnato al pianoforte del bar
- Pass the Beer and Pretzels - Musica di Herbert Stothart, parole di Clifford Grey e Andy Rice
eseguita da Marion Davies e il gruppo della festa alla spiaggia
- In the Good Old Summertime - Musica di George Evans, parole di Ren Shields
eseguita da Marion Davies e il gruppo della festa alla spiaggia
- A Hot Time in the Old Town - Musica di Theo. A. Metz, parole di Joe Hayden
eseguita da Marion Davies e il gruppo della festa alla spiaggia. Ripresa al party della corsa ippica
- Little Annie Rooney - Scritta da Michael Nolan
eseguita da Marion Davies e il gruppo della festa alla spiaggia
- Obadiah (Swing Me Just a Little Bit Higher) - Canzone popolare per bambini
eseguita da Marion Davies e il gruppo della festa alla spiaggia insieme a Gus Reed
- On the Banks of the Wabash, Far Away - Parole e musica di Paul Dresser
eseguita fuori campo dal gruppo alla spiaggia
- Boola Boola Parole e musica di Allan M. Hirsch
Adattamento da La Hoola Boola (1898) scritta da Bob Cole e Billy Johnson
Eseguita alla partita di football Yale - Columbia
- Roar, Lion, Roar (1925) (The Columbia Fight Song) - scritta da Roy Webb
Eseguita alla partita di football Yale - Columbia
- Sul bel Danubio blu, Op. 314 (On the Beautiful Blue Danube) (1866) - Musica di Johann Strauß jr
Eseguita e ballata al ballo da Caraway
- After the Ball (1892) - Parole e musica di Charles Harris
Eseguita al ballo da Caraway
- Sweet Genevieve (1869) - Musica di Henry Tucker, parole di George Cooper
eseguita al party a Fontaine
- Tell Me Pretty Maiden (1899)
Brano da Florodora, parole e musica di Leslie Stuart - eseguita da Marion Davies e coro maschile e femminile nel finale
- Swingin' in the Lane (1930) - Musica di Herbert Stothart, parole di Clifford Grey e Andy Rice

## Distribuzione
Il copyright del film, richiesto dalla Metro-Goldwyn-Mayer Distributing Corp., fu registrato il 3 giugno 1930 con il numero LP1339.
Distribuito dalla Metro-Goldwyn-Mayer (MGM), uscì nelle sale cinematografiche statunitensi il 31 maggio 1930, conosciuto anche con il titolo lungo The Florodora Girl (A Story of the Gay Nineties). Nel Regno Unito, venne distribuito come The Gay Nineties, titolo che riprende quello originale della storia di Gene Markey.
The Florodora Girl fu il primo film che inaugurò il famoso Pantages Theater di Hollywood e Vine.